# Stadio Major Antônio Couto Pereira
Lo stadio Major Antônio Couto Pereira è uno stadio di Curitiba. Vi gioca le partite casalinghe il Coritiba Foot Ball Club. Fondato il 15 novembre 1932, nella partita inaugurale il Coritiba batté l'América-RJ per 4 a 2. Attualmente la capienza è di 37.160 spettatori.

## Storia
Il Couto Pereira è il più grande stadio dello Stato del Paraná e ha subito una ristrutturazione nel 2005, che ha incluso la costruzione di un museo sul Coritiba, di un ristorante e di un bar.
All'inaugurazione il suo nome era Estádio Belfort Duarte; nel 1977 il nome fu variato da Belfort Duarte a Major Antônio Couto Pereira, in omaggio a colui che rese possibile l'edificazione della struttura.

### Galleria d'immagini

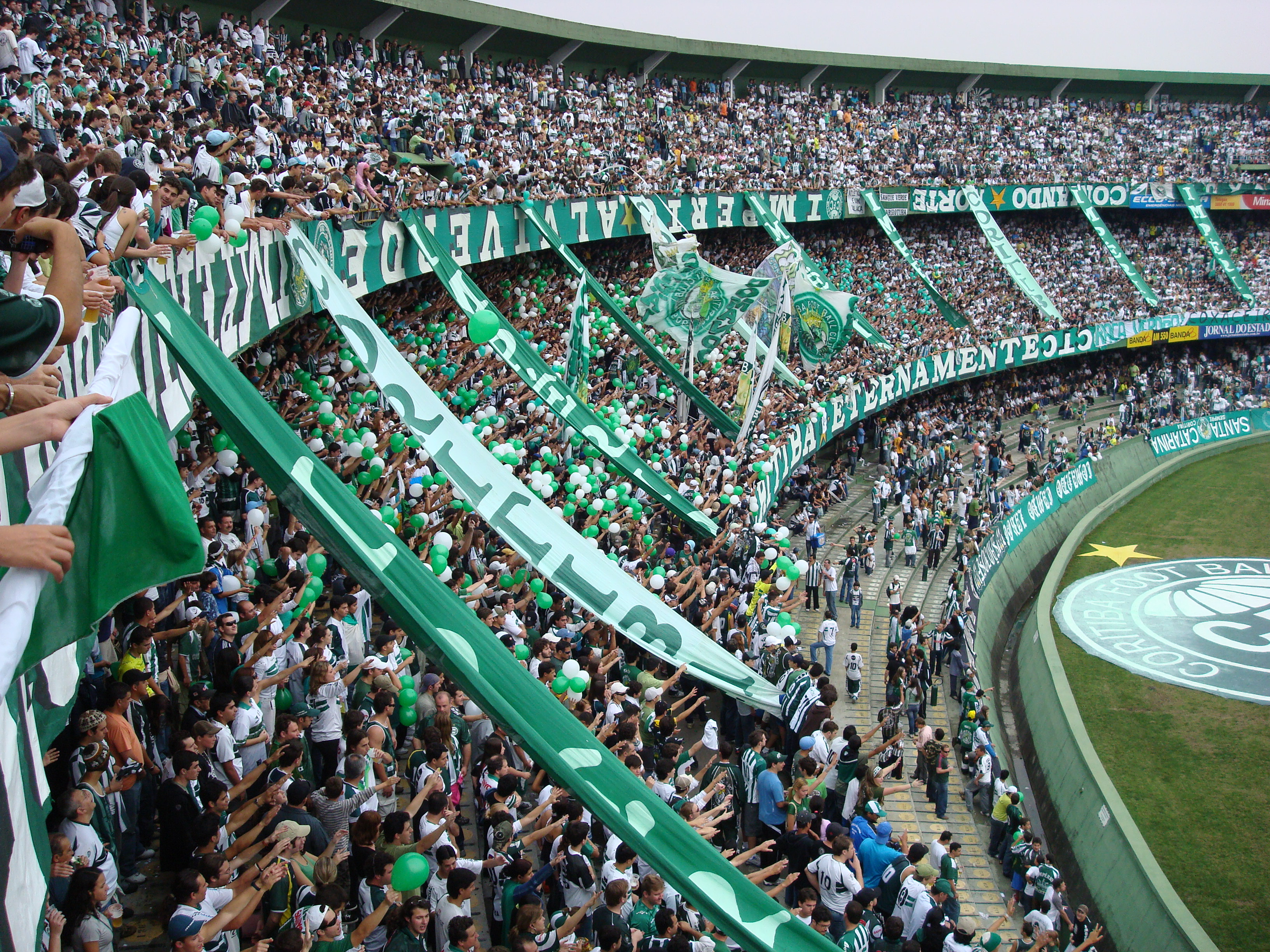
Settore"Amâncio Môro"
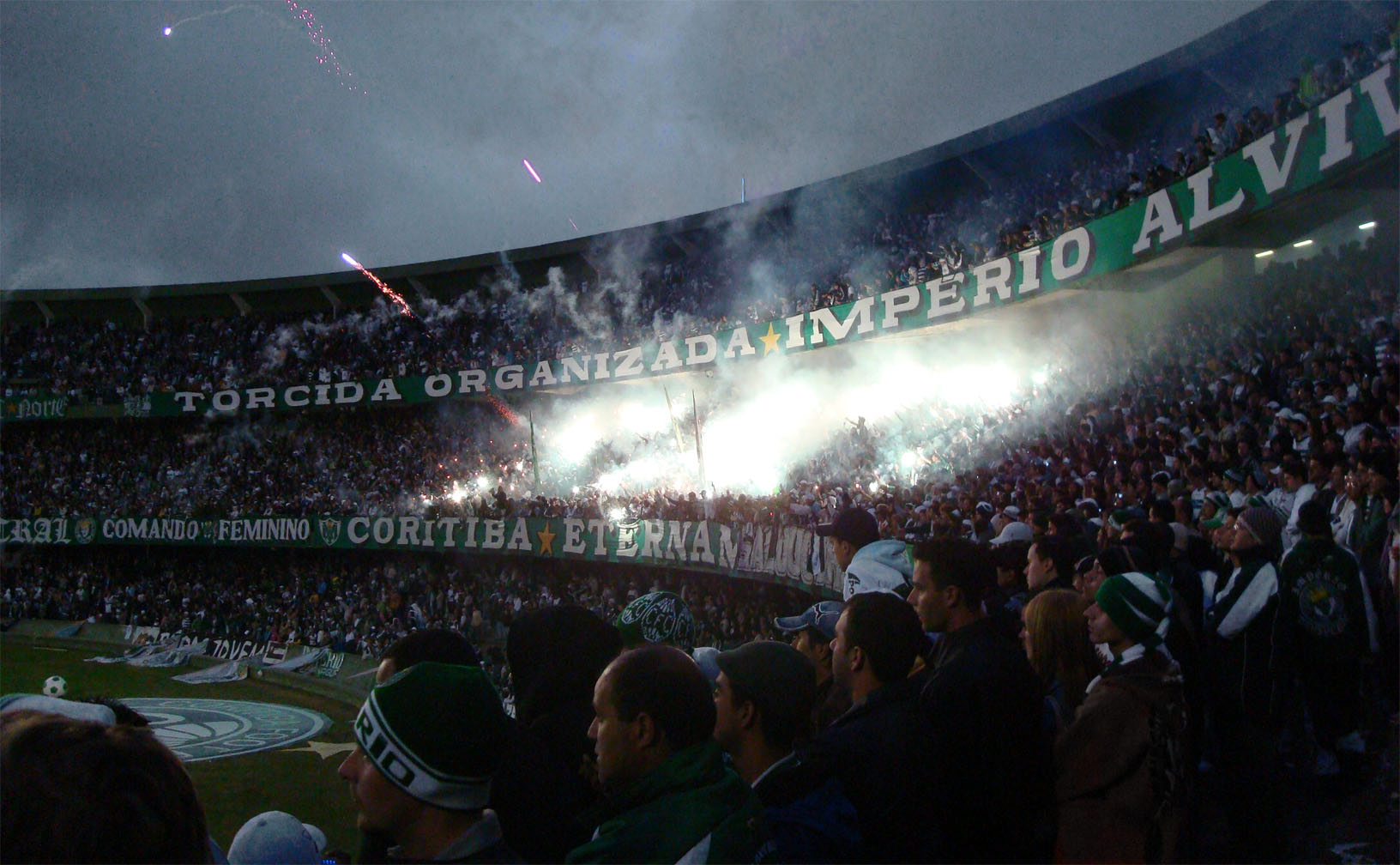
Tifosi del Coritiba